# Cyrtarachne biswamoyi
Cyrtarachne biswamoyi is een spinnensoort in de taxonomische indeling van de wielwebspinnen (Araneidae).
Het dier behoort tot het geslacht Cyrtarachne. De wetenschappelijke naam van de soort werd voor het eerst geldig gepubliceerd in 1961 door Benoy Krishna Tikader.